# Xã Fruitland, Michigan
Xã Fruitland (tiếng Anh: Fruitland Township) là một xã thuộc quận Muskegon, tiểu bang Michigan, Hoa Kỳ. Năm 2010, dân số của xã này là 5.543 người.